# Lučina (okres Frýdek-Místek)
Obec Lučina (německy Lutschina) leží v severovýchodní části okresu Frýdek-Místek na levém břehu Žermanické přehrady. Nachází se 7 km jižně od Havířova a 7 km severovýchodně od Frýdku-Místku. Žije zde přibližně 1 600 obyvatel a rozloha obce činí 7,44 km2, z toho 2,48 km2 připadá na vodní plochu Žermanické přehrady, která je také součástí katastru obce.
Jedná se o jednu z nejmladších obcí v Česku, byla založena 8. ledna 1956. Skládá se ze dvou základních sídleních jednotek: Lučina a Kocurovice, což jsou zároveň samostatná katastrální území.
V obci Lučina je vybudováno dobré zázemí pro letní rekreace, kempy, letní restaurace a udržované pláže.

## Historie
Území obce Lučina bylo původně součástí obcí Soběšovice a Dolní Domaslavice. V roce 1951 však byla na řece Lučině zahájena výstavba Žermanické přehrady, která obě zmíněné obce rozdělila na dvě části, mezi kterými nebylo možno se pohybovat "suchou nohou" bez opuštění katastrů obcí. Z tohoto důvodu nastala poptávka po úpravě katastrů.
Původní návrh rozdělit levobřežní části obcí Soběšovice a Dolní Domaslavice mezi sousední obce Horní Domaslavice, Pazderna a Žermanice narazil na nesouhlas dotčených obyvatel, kteří přišli s návrhem založit na levém břehu přehrady zcela novou obec, se kterým souhlasil také Krajský národní výbor. A tak byly levobřežní části katastrů obcí Dolní Domaslavice a Soběšovice, včetně samotné vodní plochy přehradní nádrže, odděleny od svých původních obcí, sloučeny v jeden celek, na kterém byla dne 8. 1. 1956 volbami do Místního národního výboru vyhlášena nová obec, která přijala název podle řeky, na které leží Žermanická přehrada - Lučina. Zpočátku se objevovaly diskuze o odstranění háčku z názvu obce, po vzoru staršího názvu řeky Lučiny, která původně nesla jméno Lucina.
V době vyhlášení se v obci Lučině již nacházelo nové sídliště, složené především z dvojdomků včetně školy, které bylo dokončeno v roce 1954 jako náhrada za domy, které musely ustoupit výstavbě přehrady. Dne 2. 9. 1956 byla slavnostně uvedena do provozu nová základní škola, která byla původně pětitřídní, dnes slouží také dětem z okolních obcí. Od počátku se Lučina snaží plně využívat svou polohu na břehu Žermanické přehrady i blízkost Moravskoslezských Beskyd pro rozvoj obce jako rekreační oblasti.

## Obecní správa
Od 1. července 1985 do 28. února 1990 k obci patřily Žermanice.

## Doprava

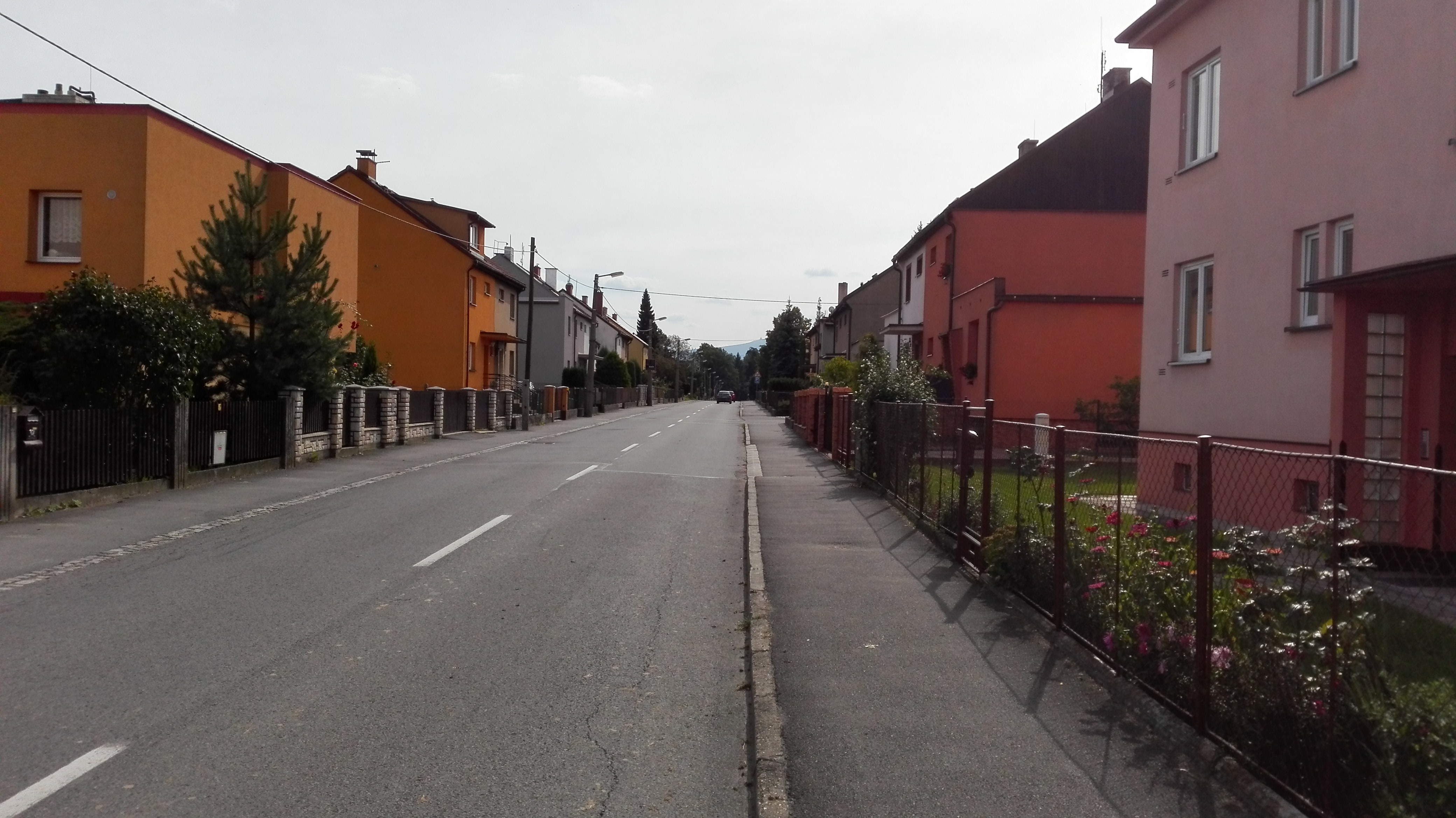
Střed obce Lučina se silnicí III/4737. V pozadí vyčnívá Lysá hora.

Obcí Lučina prochází silnice třetí třídy III/4737 vedoucí z Žermanic do Parderny, která spolu s navazujícími silnicemi tvoří spojení s okolními městy a obcemi. Na hranici katastru obce, přes hráz Žermanické přehrady, prochází také silnice III/4735a. Poměrně nedaleko (6 km jižně) od obce prochází dálnice D48.
Hromadná doprava je v obci zajišťována autobusy, které zde jezdí od roku 1955 do Frýdku-Místku a od roku 1956 do Ostravy. V současnosti má obec přímé spojení s městem Frýdek-Místek a obcemi Dobrá, Soběšovice a Dolní Domaslavice. V menší míře také s městy Havířov a Ostrava či obcí Nošovice. Linky jsou integrovány v krajském dopravním systému ODIS.
Železničním spojením obec nedisponuje a v historii nikdy nedisponovala. Nejbližšími železničními stanicemi jsou Dobrá u Frýdku-Místku a Dobratice pod Prašivou na trati 322 (Český Těšín - Frýdek-Místek), obě jsou vzdálené 5,5 km vzdušnou čarou od středu obce.

## Geografie
Obec Lučina se nachází na levém břehu Žermanické přehrady, potažmo řeky Lučiny, na východních svazích nejsevernějšího výběžku Frýdecké pahorkatiny, která je jedním z okrsků geomorfologického podcelku Třinecká brázda, spadající do soustavy geomorfologického celku Podbeskydská pahorkatina. Sousedními obcemi sídla jsou Soběšovice, Horní Domaslavice, Žermanice, Bruzovice a Dolní Domaslavice. Nejvyšší bod obce Lučina (o nadmořské výšce 336 m) se nachází v nejjižnějším cípu katastru obce, v místní části Kocurovice, při hranici s Horními Domaslavicemi. Nejnižším bodem je hladina Žermanické přehrady, pohybujcí se za normálního stavu ve výšce cca 290 m n. m..
Celé území obce patří do povodí řeky Lučiny, která je součástí povodí řeky Ostravice, potažmo povodí Odry, které je součástí úmoří Baltského moře.

## Obyvatelstvo

Věková struktura obyvatel obce Lučina roku 2011